# Hirzel (Pass)
Der Hirzel ist ein Schweizer Pass in den Voralpen der Kantone Zürich und Zug, der Wädenswil und Sihlbrugg verbindet.
Die Passhöhe (672 m) liegt am Dorfrand von Hirzel in der Gemeinde Horgen. Der Kulminationspunkt befindet sich mit 683 m nördlich des Dorfes.

## Geschichte
Die Zugerstrasse von Horgen über die Hanegg und den Hirzelpass nach Sihlbrugg wurde von 1839 bis 1846 gebaut. Diese Strasse löste die bisherige Gotthard-Handelsroute mit dem Saumweg über die Hirzel Höhi ab. Er verlor damit seine 600-jährige Funktion als überregionale und regionale Verbindung.
Die Strasse von Sihlbrugg nach Wädenswil ist seit 1. Januar 2020 eine Nationalstrasse 3. Klasse. Sie ist Teil der Nationalstrasse N14 (Luzern – Zug – Wädenswil).
Zur Entlastung der Passstrasse enthalten die Richtpläne der Kantone Zug und Zürich den rund 5 km langen Hirzel-Strassentunnel.